# 15019 Gingold
15019 Gingold eller 1998 SW75 är en asteroid i huvudbältet som upptäcktes den 29 september 1998 av LINEAR i Socorro County, New Mexico. Den är uppkallad efter Julian A. Gingold.
Asteroiden har en diameter på ungefär 2 kilometer.